# Jan Davidsz. de Heem

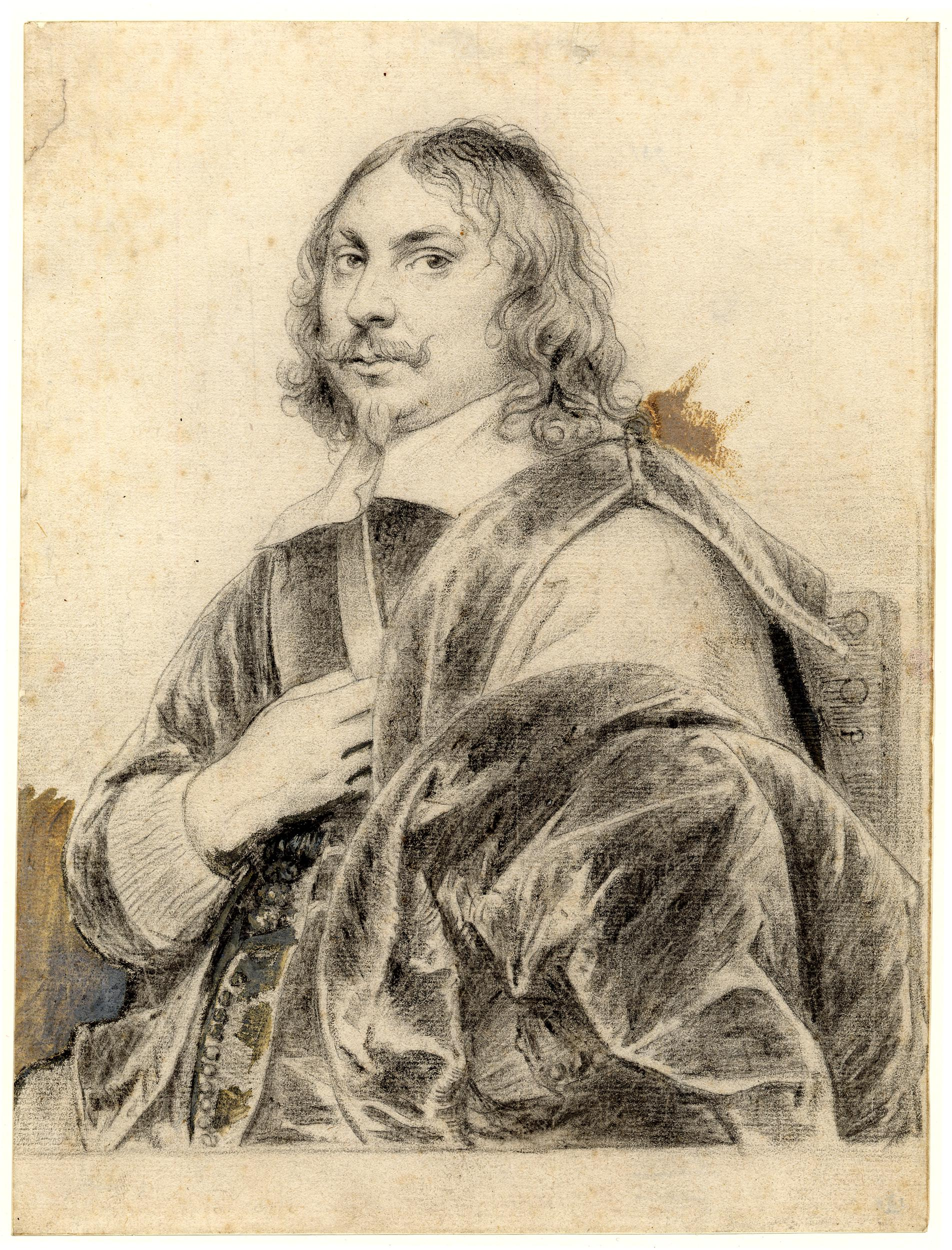
Porträt von Jan Davidszoon de Heem von Jan Lievens (um 1630–1640)

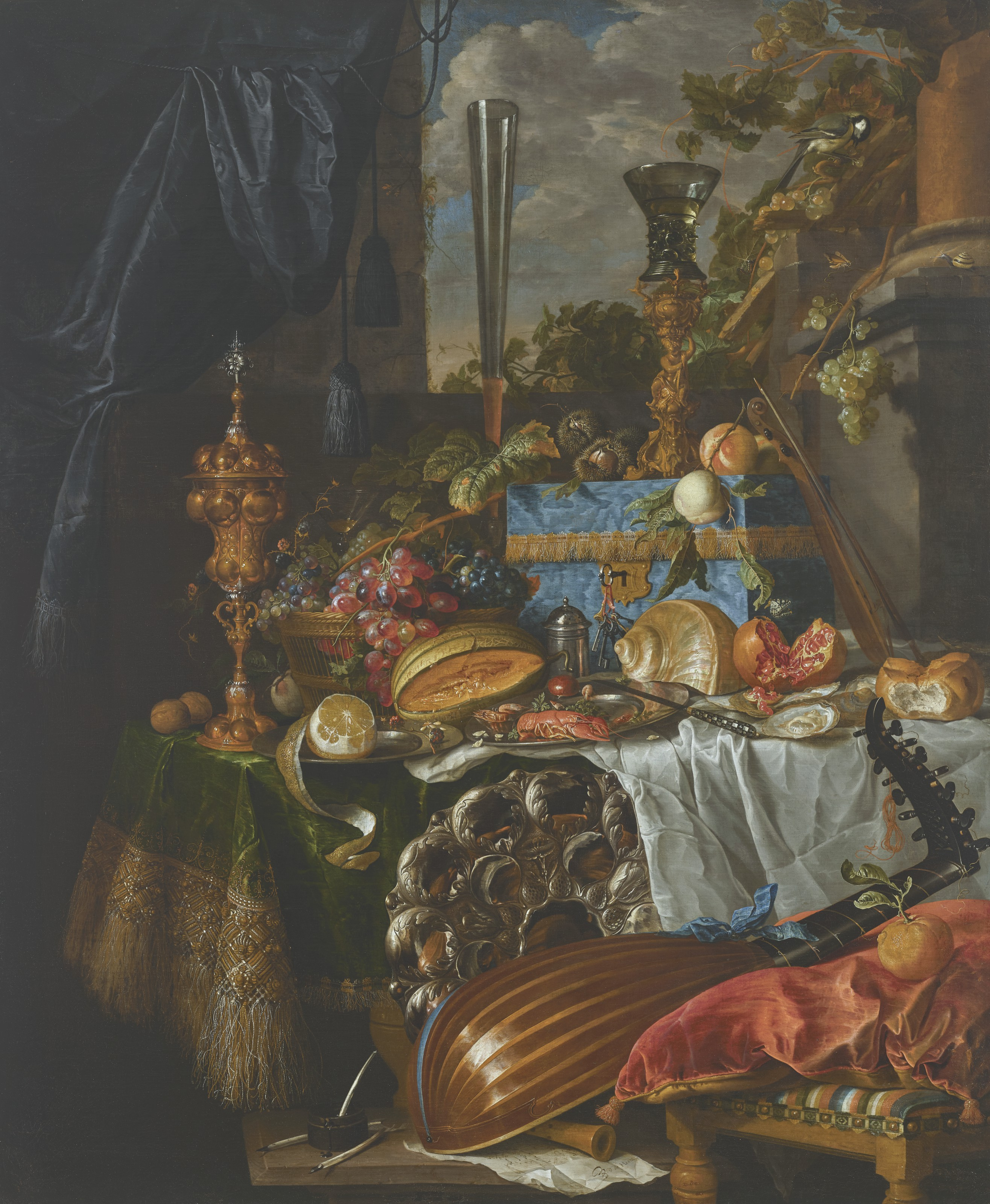
Prunkstillleben mit Pokalen, Früchten und Laute, sign., Öl auf Leinwand, 139,2 × 115,1 cm, Centraalmuseum, Utrecht (Rijksdienst Beeldende Kunst)

Jan Davidszoon de Heem, kurz Jan Davidsz. de Heem (* April 1606 in Utrecht; † 1683 oder 1684 in Antwerpen), war ein niederländischer Maler und einer der bedeutendsten Vertreter der Stilllebenmalerei des 17. Jahrhunderts. Er gilt als Grenzgänger und Vermittler zwischen der holländischen und der flämischen Malerei und wird sowohl der einen wie der anderen Richtung zugeordnet.

## Leben
Jan Davidsz. de Heem war ein Sohn des David de Heem, genannt „David van Antwerpen“. Entgegen früheren Annahmen und nach neueren Erkenntnissen (Bok 1990) war sein Vater kein Maler, sondern Musiker. Auch Jan Davidsz. nannte sich in seiner Jugend nicht de Heem, sondern „Jan Davidsz. van Antwerpen“.
Über die Ausbildung De Heems ist nichts bekannt. 1625 wollte er, wie viele andere Maler, eine Reise nach Italien unternehmen, ihm fehlten jedoch die finanziellen Mittel. Stattdessen zog er im selben Jahr mit seiner Mutter und seinem Stiefvater nach Leiden, wo er bis 1631 blieb. Dort heiratete der zwanzigjährige De Heem am 12. Dezember 1626 Aletta van Weede († 1643) aus Utrecht, mit der er drei überlebende Kinder hatte: den ältesten Sohn Cornelis (1631–1695), der ebenfalls Maler wurde, sowie Torentiana und Thomas Maria.
Es ist nicht bekannt, wo er sich in den folgenden Jahren aufhielt. 1635–36 ist er in Antwerpen nachgewiesen und wurde in die dortige St. Lukasgilde aufgenommen. Im darauf folgenden Jahr wurde er Bürger der Stadt. De Heem führte in Antwerpen eine florierende Werkstatt und bildete eine ganze Reihe von Lehrlingen aus.
Nach dem Tode seiner ersten Frau heiratete er am 6. März 1644 Anna Catharina Ruckers (* 1615), eine Tochter des bekannten Cembalobauers Andreas Ruckers I; aus dieser Ehe gingen sechs gemeinsame Kinder hervor, darunter Jan Jansz. (1650–nach 1695), der später als Malergehilfe in der väterlichen Werkstatt arbeitete.
Von Dezember 1658 bis Dezember 1663 musste De Heem in Antwerpen besondere Abgaben als sogenannter „buytenpoorter“ leisten, da er sich häufig außerhalb der Stadt, wahrscheinlich in Utrecht, aufhielt. Zu einem offenbar nicht genau bekannten Zeitpunkt übersiedelte er nach Utrecht, wo er im Januar 1665 und im Juni 1667 nachgewiesen ist. Er soll auch Mitglied der dortigen Lukasgilde geworden sein (evtl. 1669 ?), arbeitete in dieser Zeit in Utrecht mit Abraham Mignon zusammen und bildete außerdem Elias van den Broek und wahrscheinlich auch Maria van Oosterwijk aus.
1672 ging De Heem mit seiner Familie endgültig zurück nach Antwerpen. Nach seinem Tode wurde er am 10. Februar 1684 in der Antwerpener Dominikanerkirche St. Paul bestattet.
Zu Jan Davidsz. de Heems Schülern gehörten neben seinen Söhnen Cornelis de Heem und Jan Jansz de Heem auch Andries Benedetti, Alexander Coosemans, Michiel Verstylen, Thomas de Clerck, Lenaert Rougghe, Jacob Marrel und wahrscheinlich Maria van Oosterwijk. Ob zwischen ihm und  Abraham Mignon ein ausdrückliches Lehrer-Schüler-Verhältnis bestand, ist nicht klar.

## Stil und Würdigung

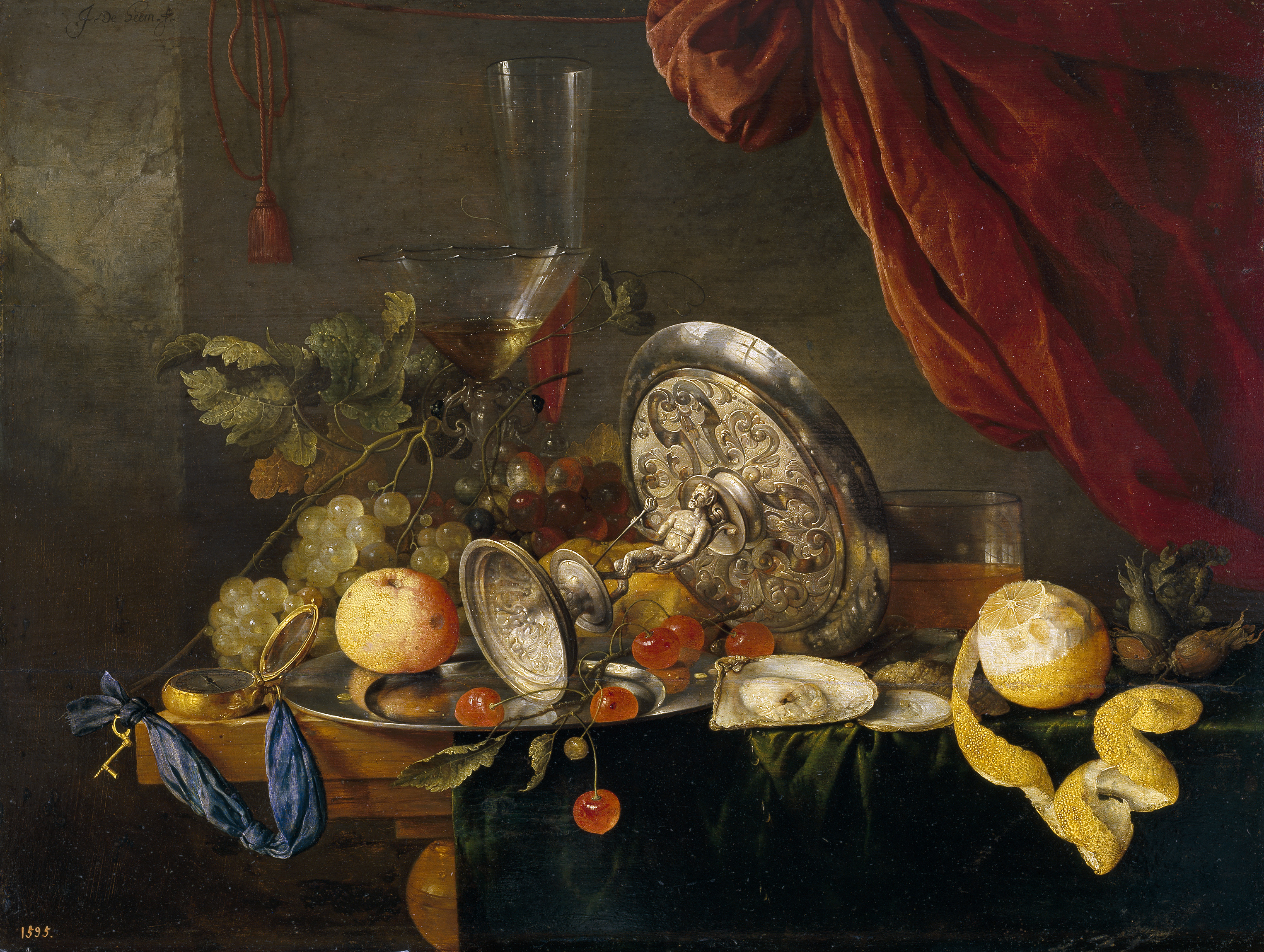
Stillleben mit silberner Tazza, Obst und Wein, sign., Öl auf Holz, 49 × 64 cm, Prado, Madrid

Jan Davidsz. de Heem war einer der größten Stillleben-, Blumen- und Früchtemaler seiner Zeit. Er verband große Feinheit in der Ausführung mit farblichem Glanz und geschmackvollen Arrangements und einer lebhaften Fantasie und Erfindungsgabe. Seine Blumenvasen und Stillleben hatten großen Einfluss auf jüngere Künstler und die weitere Entwicklung der Stilllebenmalerei und waren immer Gegenstand großer Bewunderung.
In seinem Werk ist eine klare Entwicklung zu erkennen. Seine in Leiden entstandenen frühen Werke zeigen deutliche Einflüsse von Haarlemer Malern wie Pieter Claesz und Willem Claesz. Heda, in der Art des sogenannten monochromen Banketje, das heißt in einem sehr zurückhaltenden, erdigen, zum „Einfarbigen“ tendierenden Kolorit und in eher einfachen, bescheidenen Kompositionen. Darunter sind auch einige Vanitas-Stillleben, sowie Stillleben mit Büchern, Musikinstrumenten u. a.
Nach seinem Umzug nach Antwerpen integrierte De Heem typisch flämische Einflüsse, angeregt durch Vorbilder wie Frans Snyders. Seine Malerei steigerte sich zu einem üppigen Hochbarock. Sein Kolorit wurde farbiger, bunter und fantasievoller, behielt dabei aber einen warmen, „geschmackvollen“ Grundton. Die Kompositionen wurden fantasievoller und üppiger bis hin zu den großen luxuriösen Prunkstillleben, als dessen größter Repräsentant De Heem gilt. Dabei malte er reichgedeckte Tische mit Früchten und Blumen, gefüllten Pasteten, betont luxuriösen Esswaren wie Hummer, Austern o. ä., Weingläsern, silbernen und goldenen Prunkgefäßen, Schmuckkästen, Musikinstrumenten (v. a. Laute und Blockflöte). All diese Objekte werden von De Heem auf elegante Weise in einem noblen Ambiente präsentiert, mit samtenen Draperien und nicht selten mit einer Säule im Hintergrund. In einigen Fällen sieht man im Hintergrund einen Durchblick ins Freie mit einer poetischen Landschaft, seltener wird ein Bild durch einen Papagei belebt.

Bei allem Hang zu einem dekorativen – als typisch flämisch empfundenen – Luxus und Überschwang behält De Heem in seinen Werken eine harmonische, feine Farbgebung und eine typisch holländische, minutiöse Darstellung des Details bei. Es gelingt ihm, die spezifische Qualität unterschiedlicher Oberflächenstrukturen, z. B. von Pfirsichen, Zitrusfrüchten, Trauben, Samt, Metallen, durchsichtigen Objekten wie Gläsern und anderem, überzeugend darzustellen. Dadurch schaffte er es seine Motive natürlich und lebendig aussehen zu lassen.

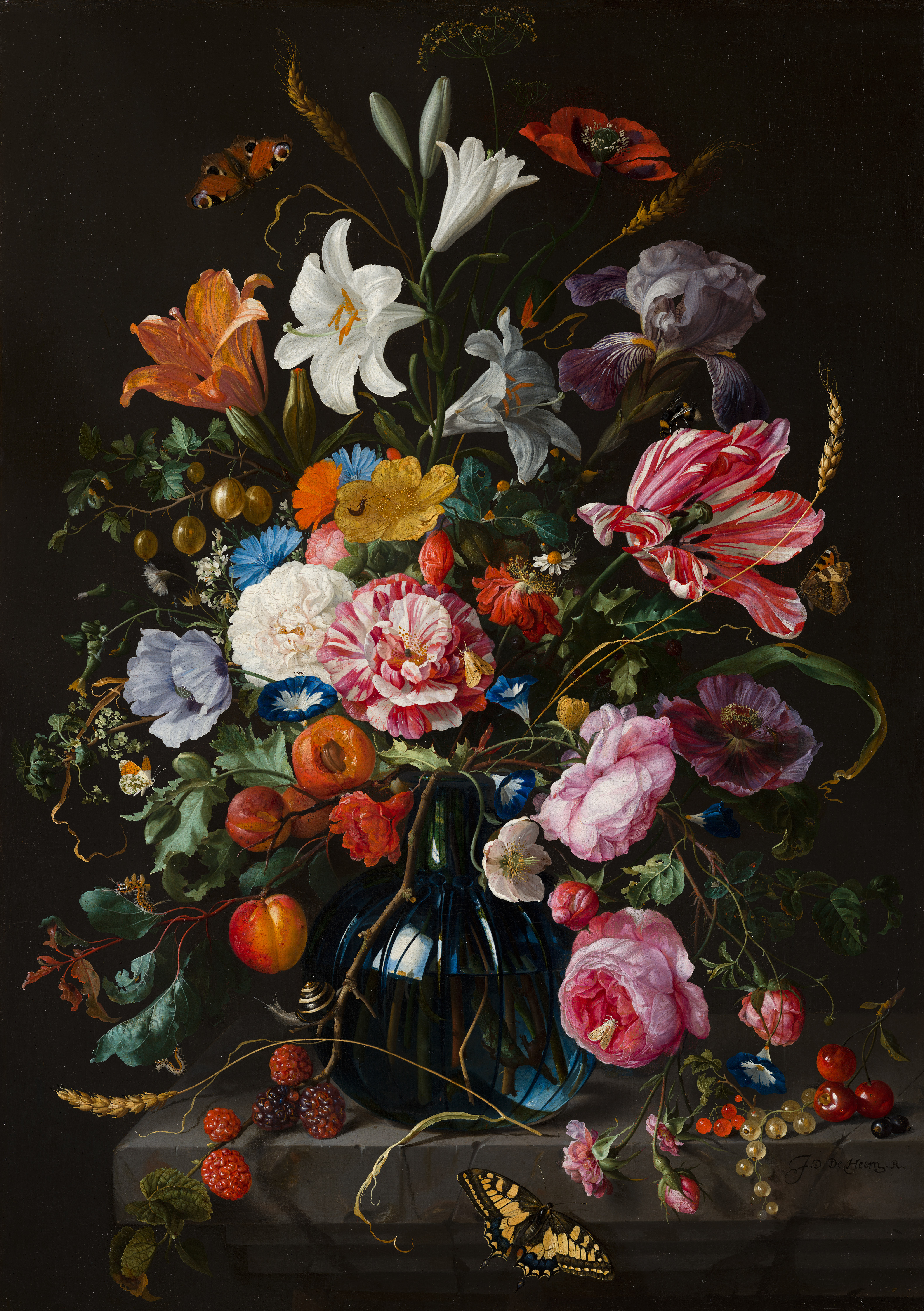
Blumen in einer blauen Glasvase, sign., Öl auf Leinwand, 74,2 × 52,6 cm, Mauritshuis, Den Haag

Der technisch sehr aufwendigen Blumenmalerei widmete sich Jan Davidsz. de Heem eher in späteren Jahren, ab etwa 1650 oder 1655; es sind allerdings nur sehr wenige datierte Blumenbilder von ihm erhalten. Dabei mischt er häufig Blumen und Früchte, besonders in einigen Girlandenbildern, deren Konzeption als mit Blumen- oder Früchte-Festons geschmückte steinerne Kartusche er grundsätzlich von Daniel Seghers übernahm. De Heem tendierte aber auch hierbei zu einem üppigen Überschwang, beispielsweise in der berühmten Blumen- und Fruchtgirlande mit dem Porträt Wilhelms III. von Oranien (Musée des Beaux-Arts, Lyon).

Er malte außerdem einzelne Festons oder „trophäen“-förmige Gehänge mit Blumen und/oder Früchten sowie mit Insekten und Schmetterlingen bevölkerte Blumensträuße in Glasvasen. Bei den letzteren ordnete er die Blumen auf eine sehr lockere, fantasievolle und lebendige Weise. Die Wirkung ist auch hierbei – mit ganz vereinzelten Ausnahmen (Blumen in einer Glasvase, 1651, Gemäldegalerie, Berlin) – üppig, extravertiert, überschwänglich und barock. Seine „Lieblingsblumen“ sind Rosen (besonders Centifolien), Nelken, Pfingstrosen, gestreifte Tulpen und (oft gefüllte) Mohnblüten, die er sehr dekorativ mit anderen größeren und kleineren Blumen und mit sich manchmal bizarr windenden Weizenähren kombiniert. Auch seine Blumenvasen kombinierte er manchmal mit der Darstellung von Früchten.
De Heem arbeitete manchmal mit anderen Malern zusammen, wie dies in Antwerpen damals üblich war, z. B. mit Thomas Willeboirts Bosschaert und mit David Teniers d. J. Ein Beispiel ist das berühmte Vanitas-Stillleben mit Blumen in der Münchner Pinakothek, bei dem die Blumen von Nicolaes van Verendael gemalt wurden und nur die Vanitaselemente und das Kruzifix im unteren Teil des Bildes von De Heem stammen. Bei der bereits genannten Blumen- und Fruchtgirlande mit dem Porträt Wilhelms III. von Oranien (Musée des Beaux-Arts, Lyon) wurde das zentrale Porträt, wie üblich, von einem Figurenmaler gemalt, möglicherweise von Johannes van der Meer (?). Wahrscheinlich arbeitete De Heem auch mit seinem Sohn Cornelis de Heem zusammen, oder verbesserte zuweilen dessen Gemälde – eindeutig nachweisbare Beispiele dafür gibt es jedoch nicht.
De Heem signierte viele Werke, seine Signatur änderte sich aber im Laufe der Zeit. In seiner Jugend unterzeichnete er mit „Johannes de Heem“, später mit „J. de Heem“, „J. De heem“ oder „J. D. De Heem“, manchmal mit dem üblichen „f“ für fecit („hat dies gemacht“) oder einem großen „R“, dessen Bedeutung nicht geklärt ist. Es kommen auch ungewöhnlichere Signaturen vor, so unterzeichnete er ein Großes Prunkstillleben (1643), das am 15. Dezember 2020 bei Christie’s in London (lot 10) für 5 Millionen 766 000 Pfund versteigert wurde, auf einem dargestellten Papier mit „V. E otmoedigen/ J-D heem“ („Euer Ehren bescheidener J. D. Heem“).

## Bildergalerie

Gedeckte Tische & Vanitas-Stillleben
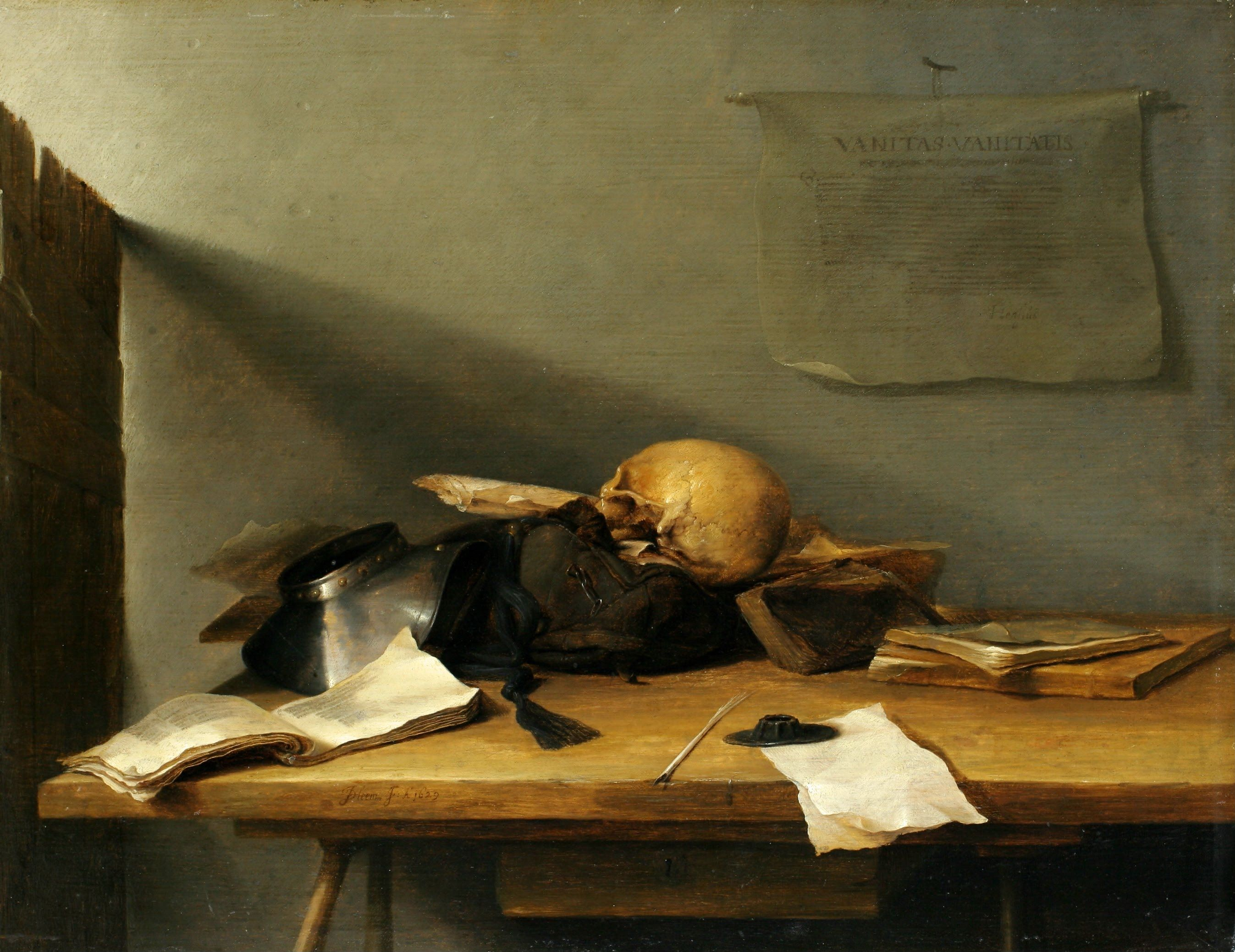
Stillleben mit Büchern und Totenschädel (Vanitas Vanitatis), sign. & dat. 1629, Öl auf Holz, 35 × 26,5 cm, Regionalgalerie Liberec
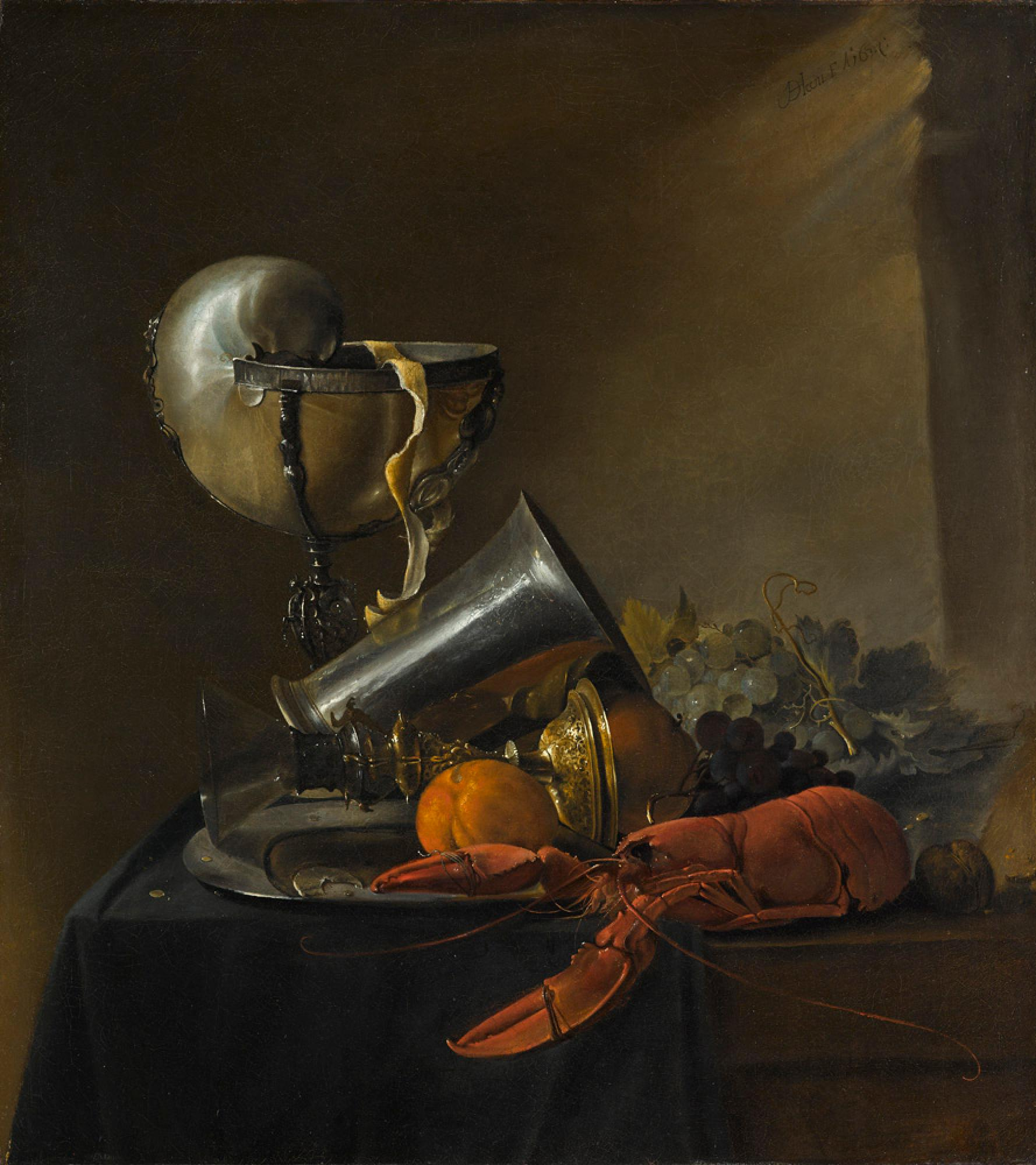
Stilleben mit Nautiluspokal und Hummer, sign. & dat. 1634, Öl auf Leinwand, 61 × 55 cm, Staatsgalerie, Stuttgart
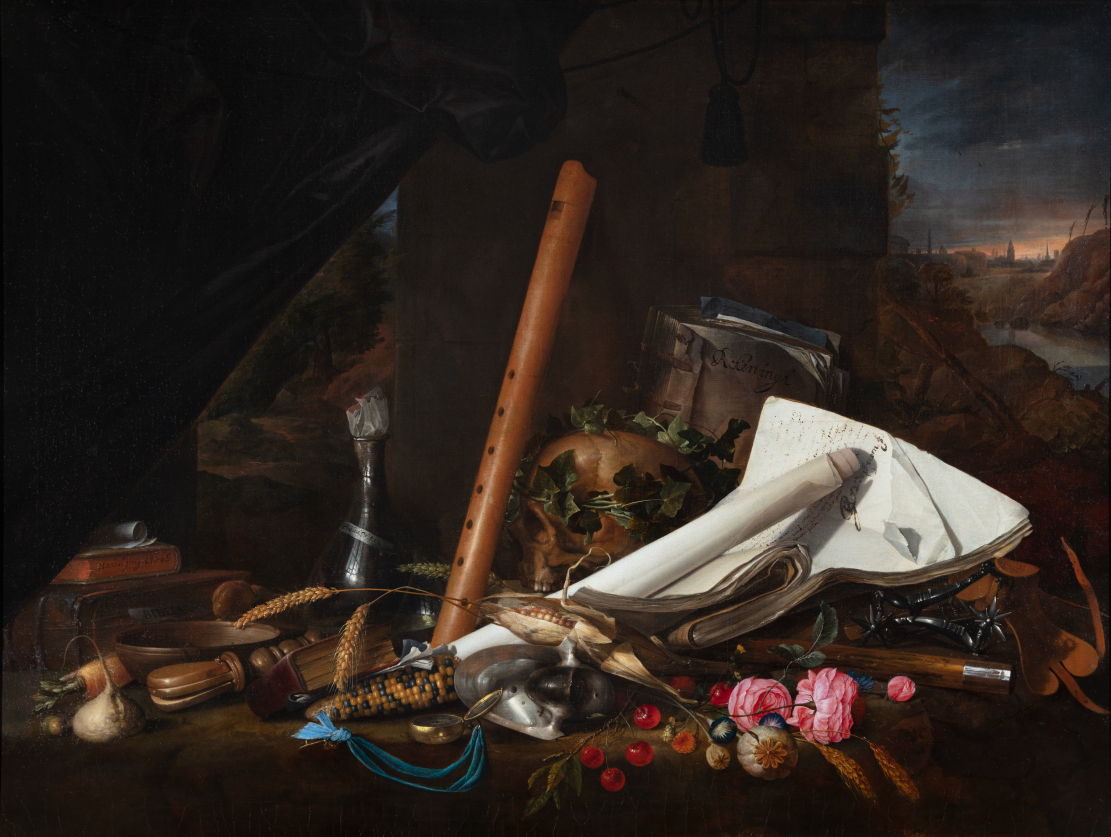
Vanitas-Stillleben mit Büchern, Obst und einer Flöte, sign., Öl auf Leinwand, 88 × 116 cm, Musées Royaux des Beaux Arts, Brüssel
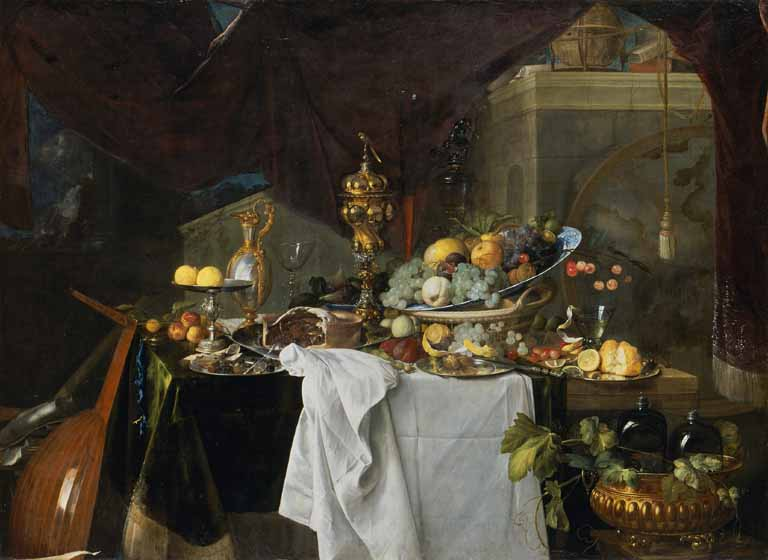
Ein Tisch mit Desserts (Stillleben mit Früchten, Prunkgeschirr und einer Laute), sign & dat. 1640, Öl auf Leinwand, 140 × 200 cm, Louvre, Paris
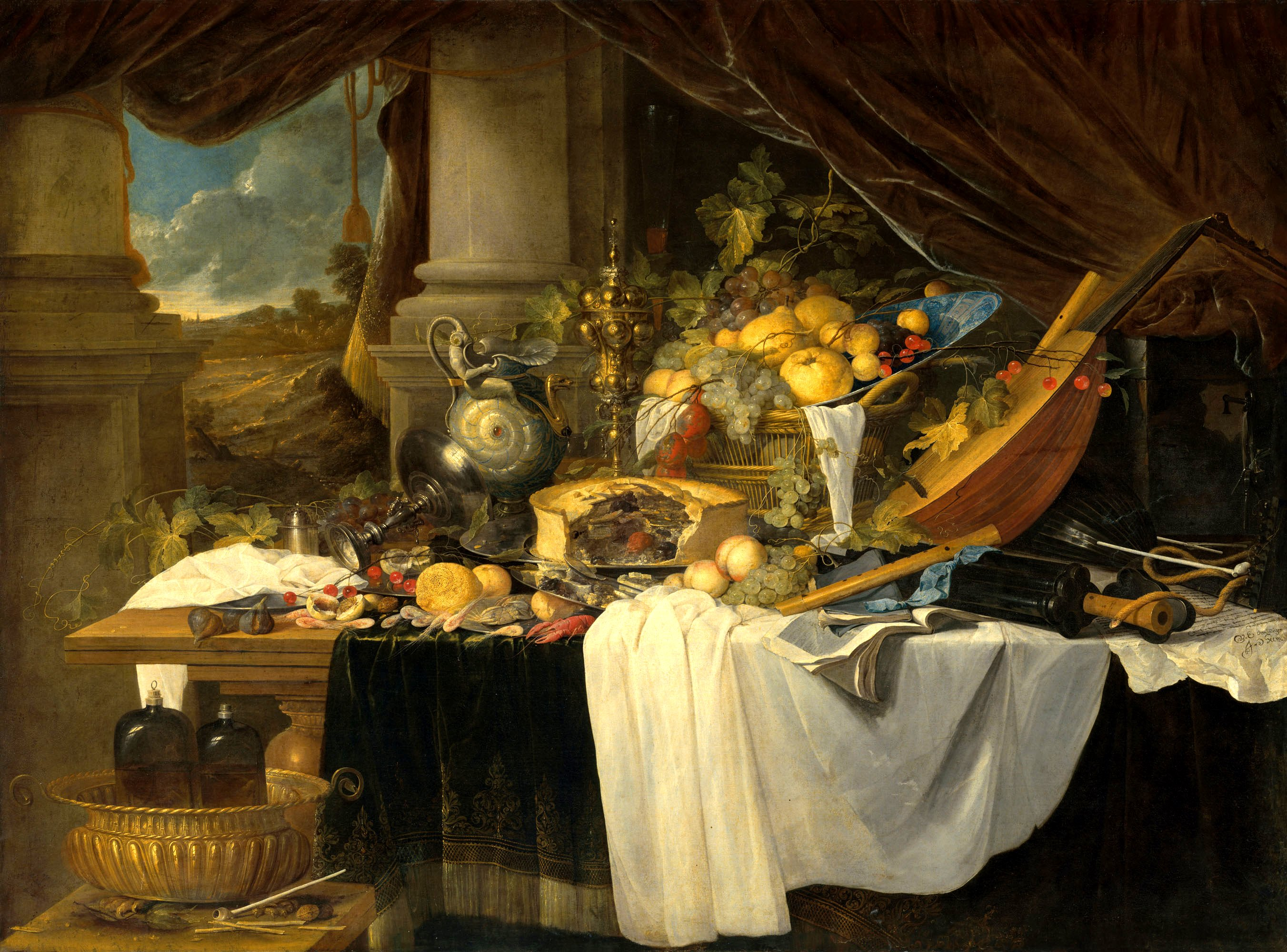
Großes Prunkstillleben, sign., 1643, Öl auf Leinwand, 155 × 211 cm, in Auktion bei Christie’s London, 15. Dezember 2020, lot 10
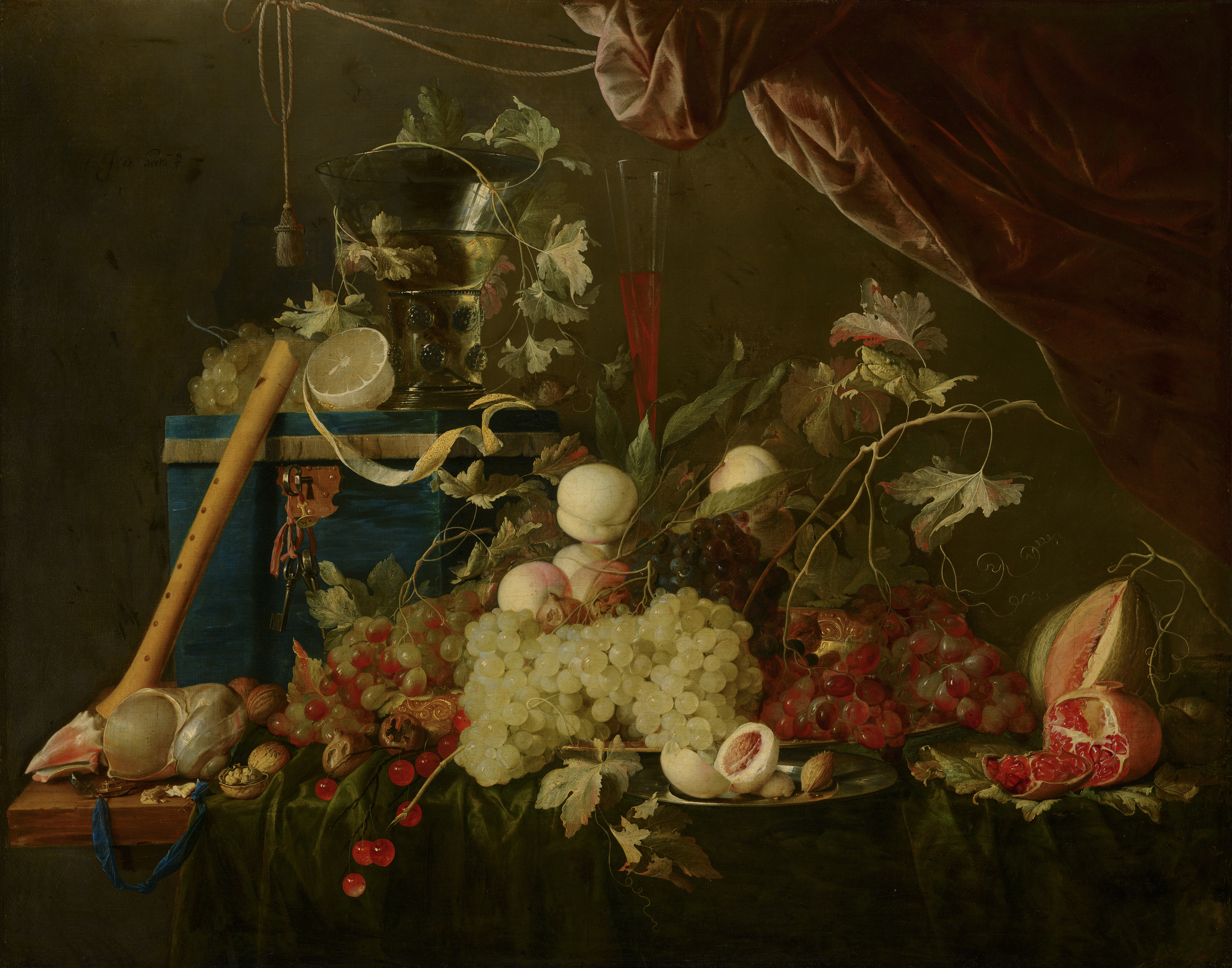
Stillleben mit Früchten, Wein, Schmuckkassette und Flöte, sign. (?), Öl auf Leinwand, 94,7 × 120,5 cm, Mauritshuis, Den Haag
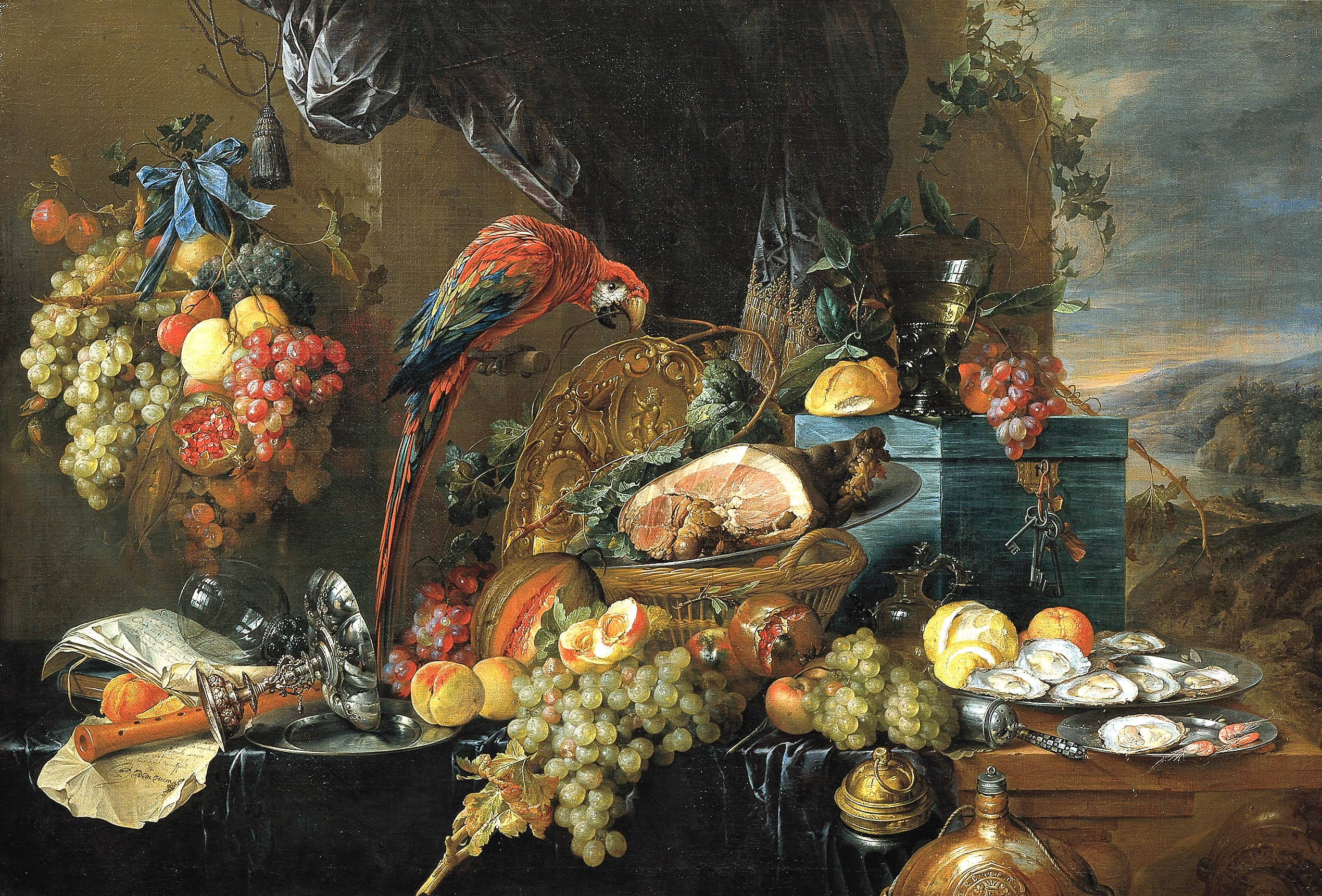
Reichgedeckter Tisch mit Papagei („Prunkstillleben“), sign. (ca. 1655), Öl auf Leinwand, 150,5 × 116,2 cm, Akademie der Bildenden Künste, Wien
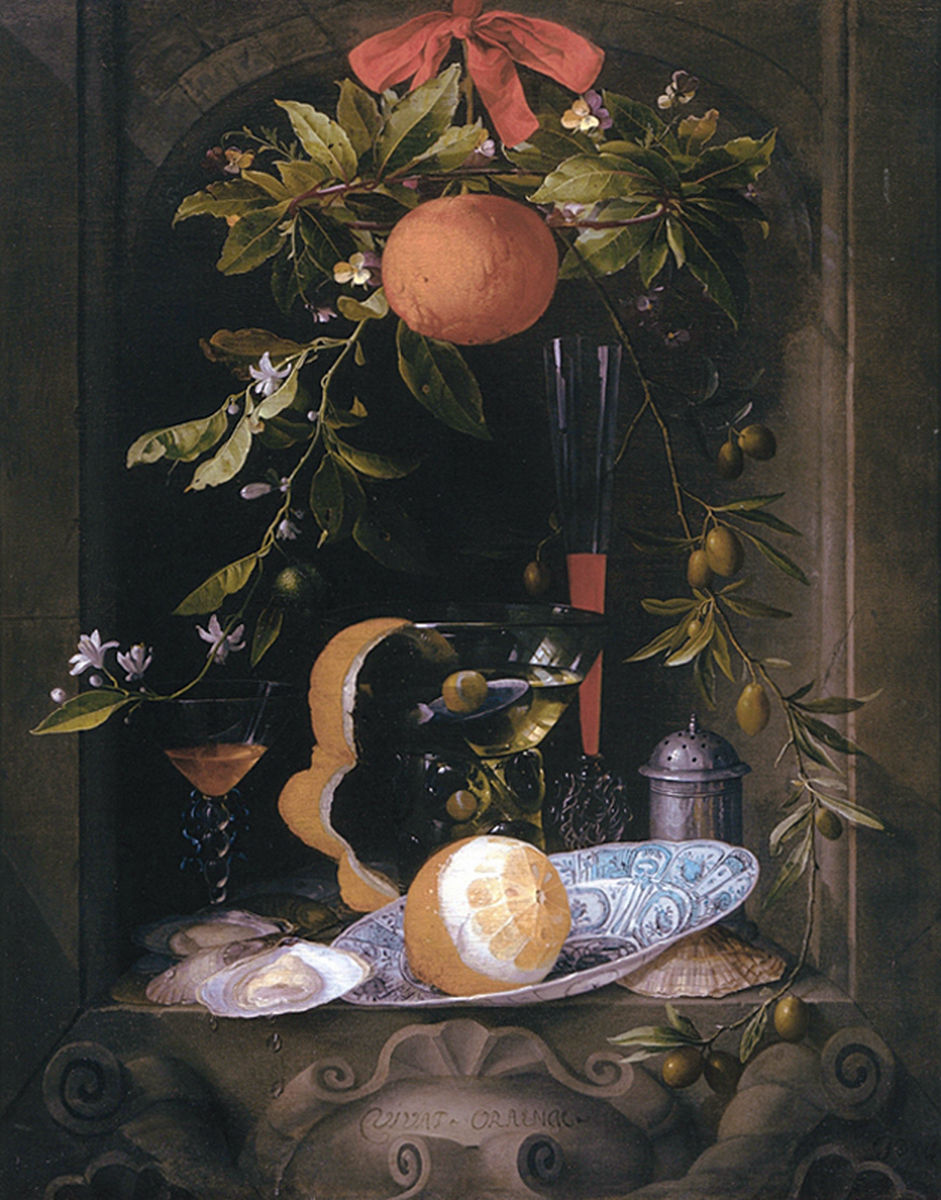
Vivat Oraenge („Es lebe Oranien“), 1670er Jahre, Öl auf Leinwand, 63 × 49 cm, Rijksmuseum Amsterdam / Schloss Het Loo

Blumen, Früchte, Girlanden
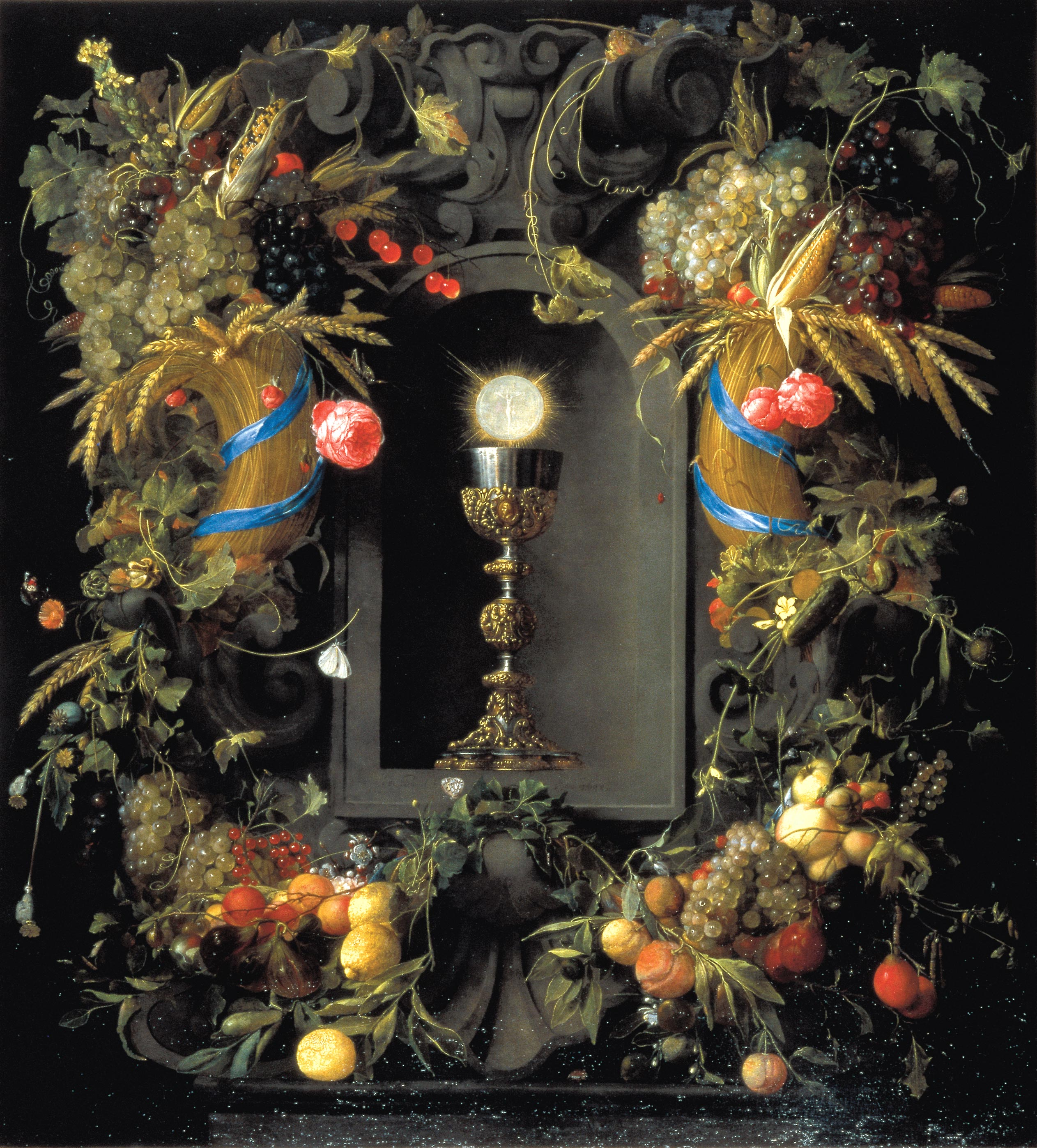
Messkelch, von Fruchtgirlanden umgeben, sign. & dat. 1648, Öl auf Leinwand, 138 × 125,5 cm, Kunsthistorisches Museum, Wien
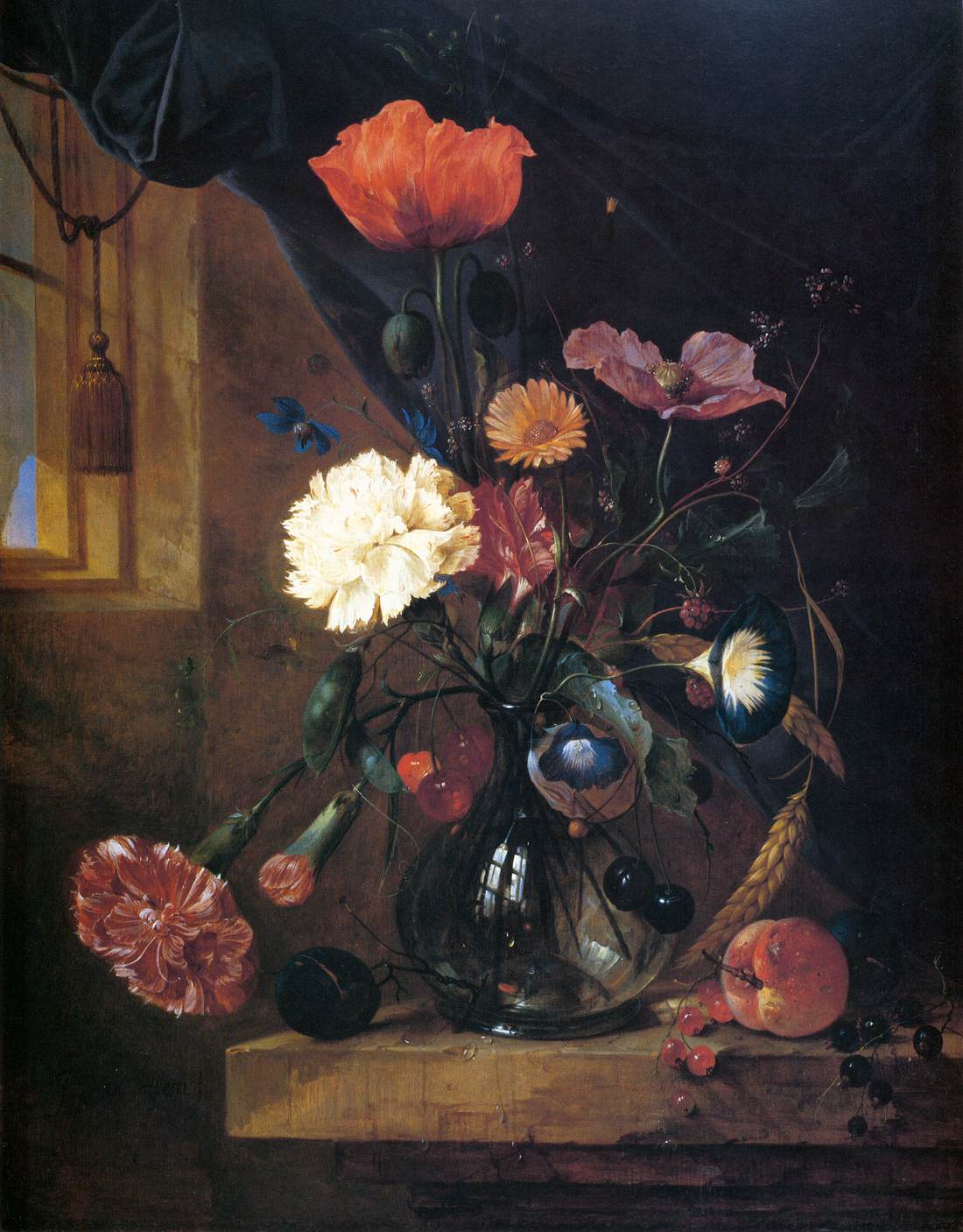
Blumen in einer Glasvase, sign. & dat. 1651, Öl auf Holz, 47 × 36 cm, Gemäldegalerie, Berlin
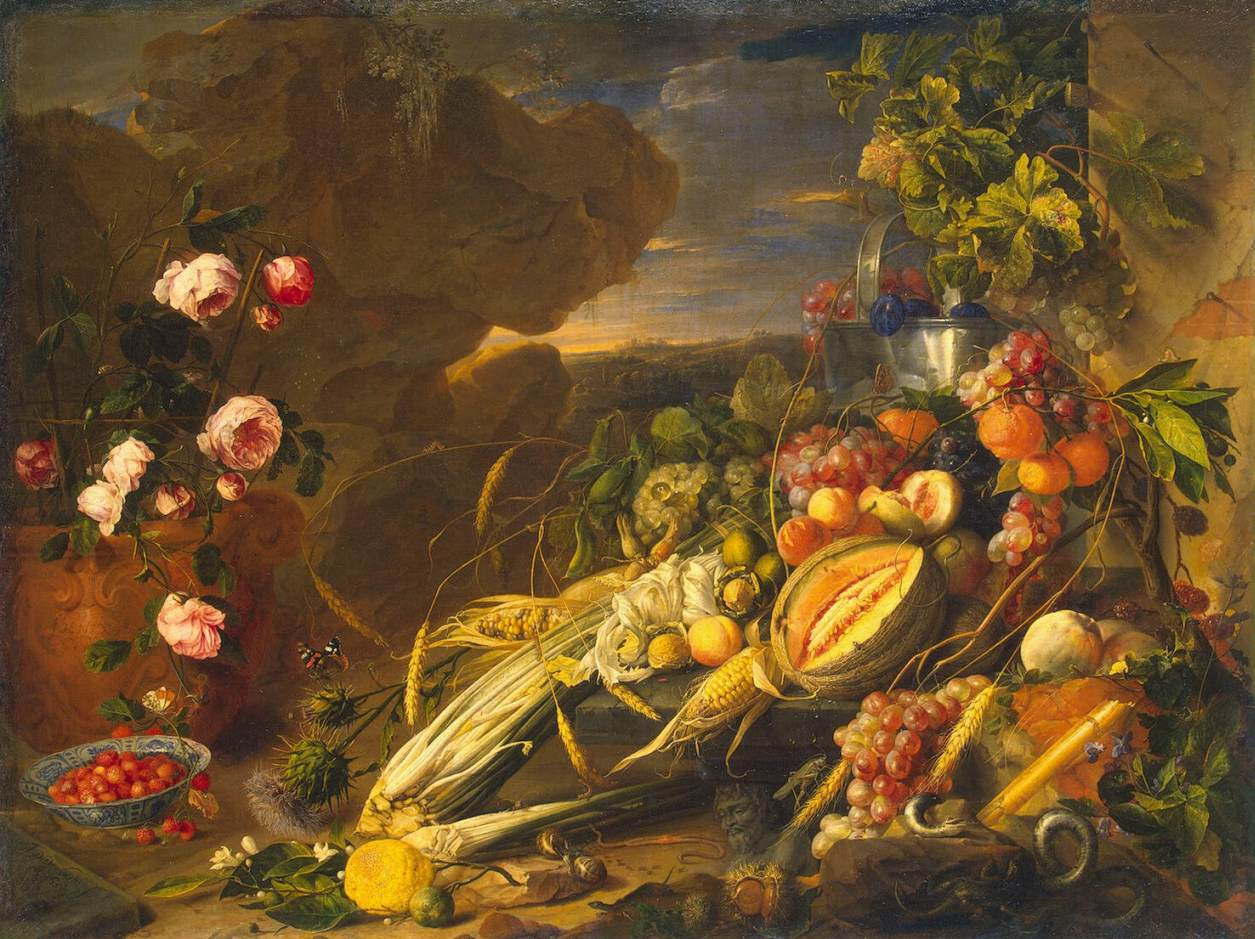
Obst und ein Topf Rosen vor einer Landschaft, sign. & dat. 1655, Öl auf Leinwand, 95 × 125 cm, Eremitage, St. Petersburg
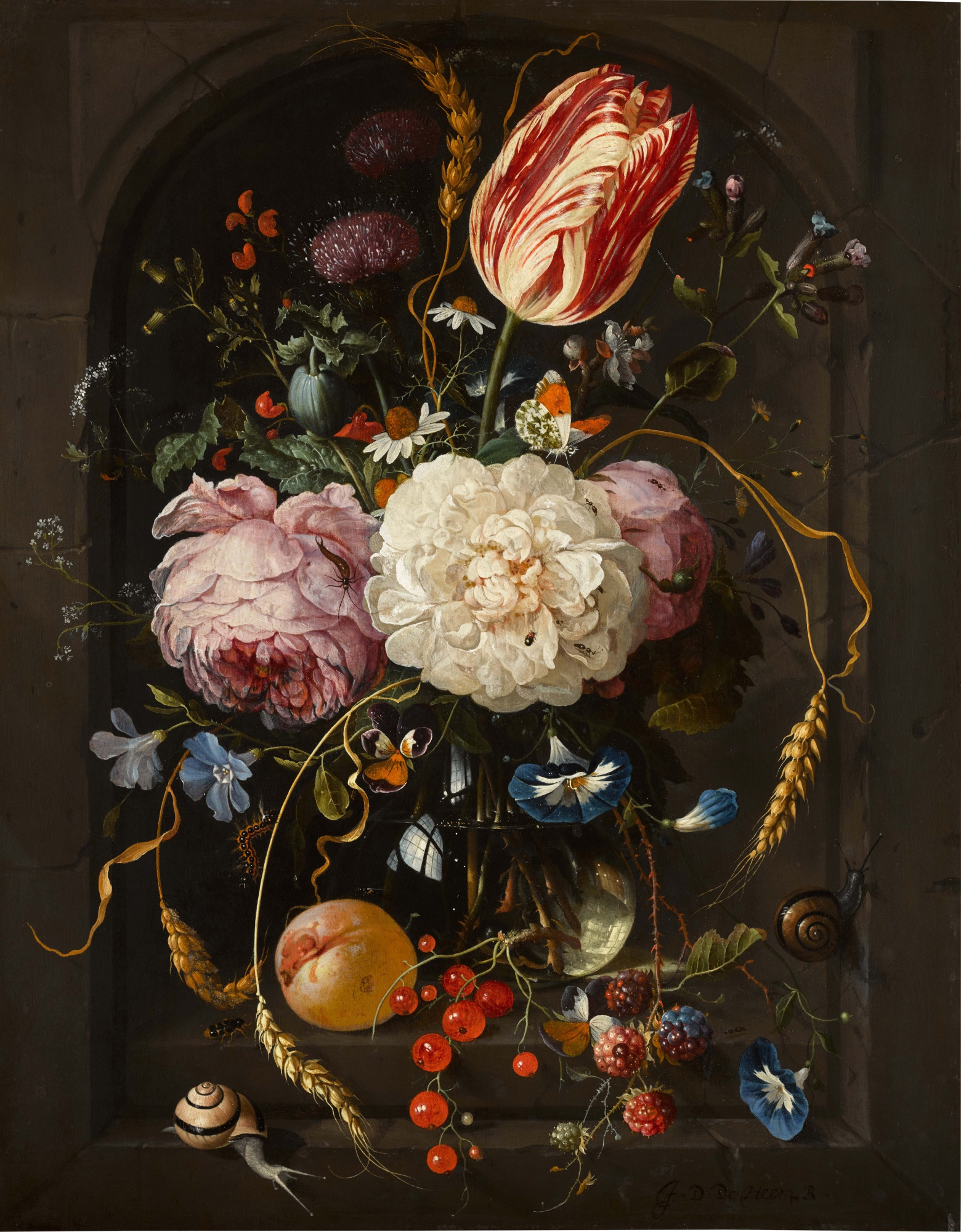
Blumenvase mit Insekten und Früchten in einer Nische, sign., Öl auf Holz, 34,2 × 26,8 cm, Privatsammlung (?)
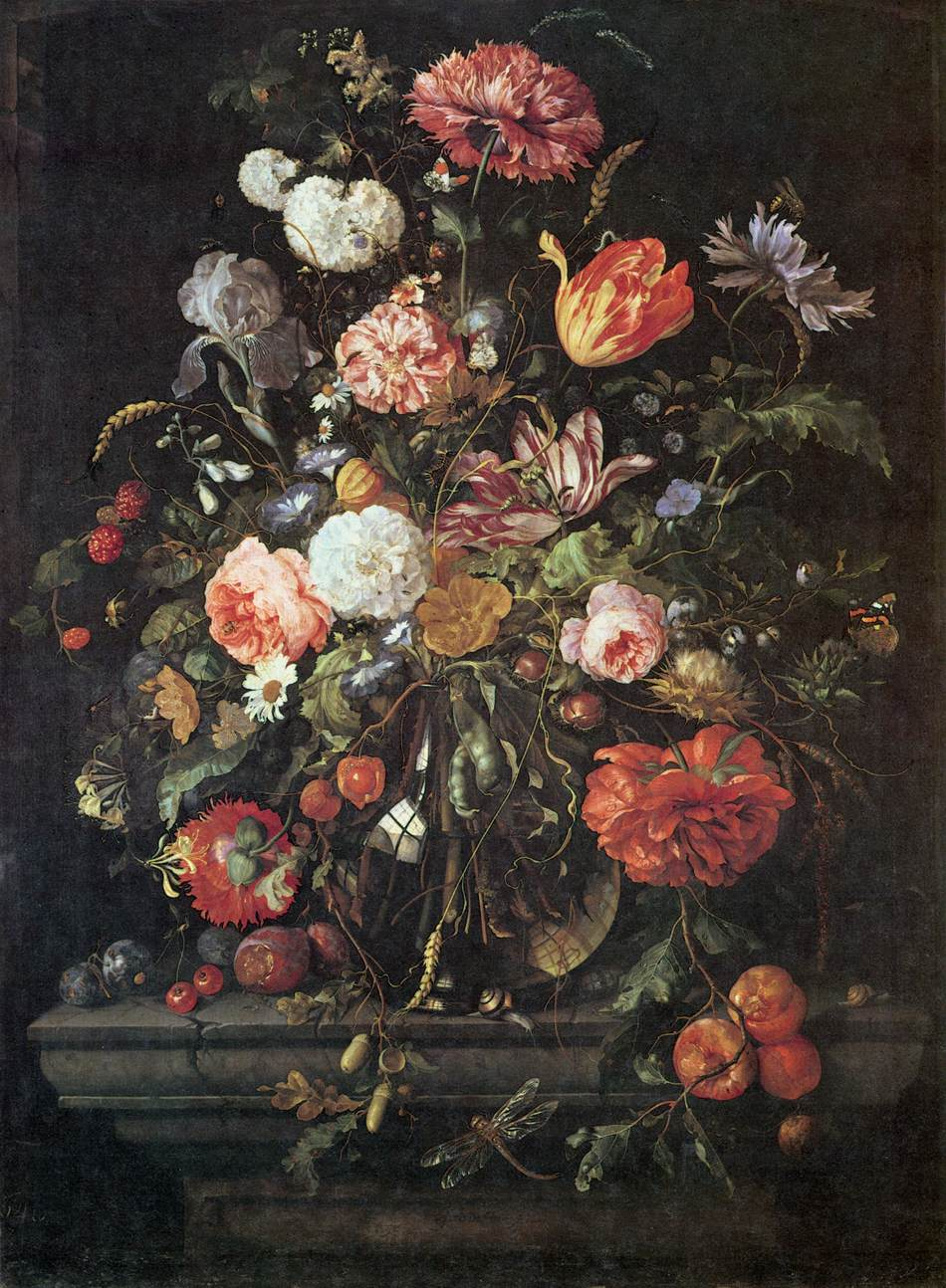
Blumen in einer Glasvase und Früchte auf einem Postament, sign., Öl auf Leinwand, 100 × 75,5 cm, Gemäldegalerie Alte Meister, Dresden
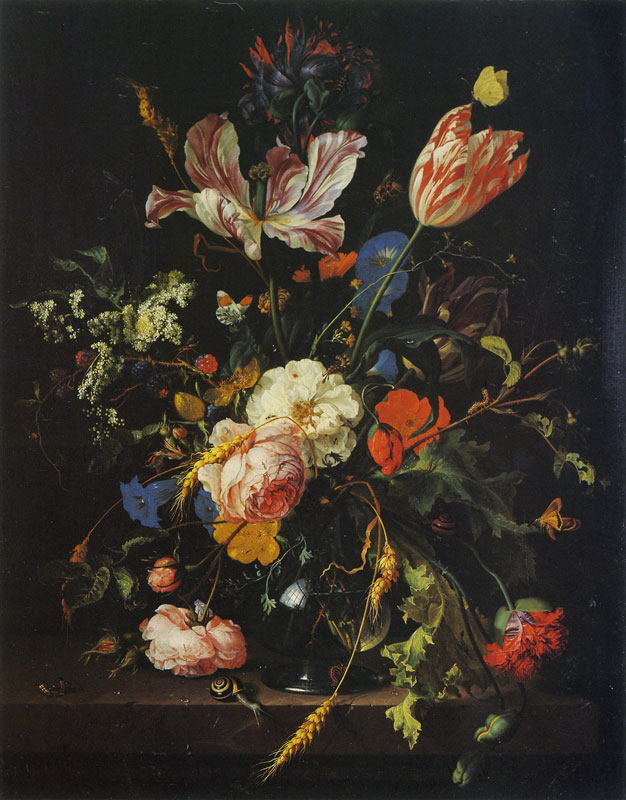
Blumenvase mit Zitronenfalter und Enzian, sign., 62,5 × 49 cm, Ferdinandeum, Innsbruck
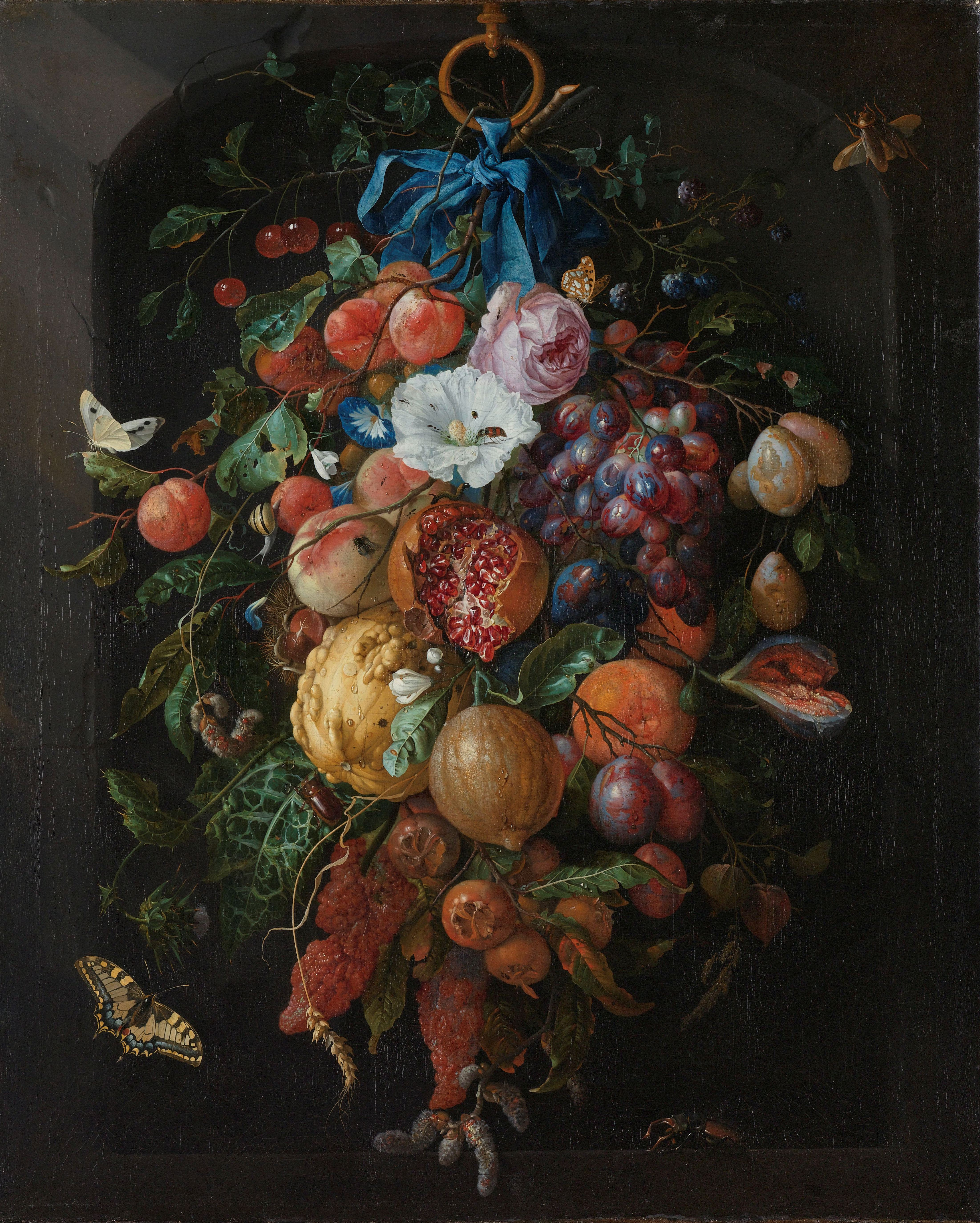
Feston von Früchten und Blumen, sign., Öl auf Leinwand, 74 × 60 cm, Rijksmuseum, Amsterdam

Kooperation mit anderen Malern
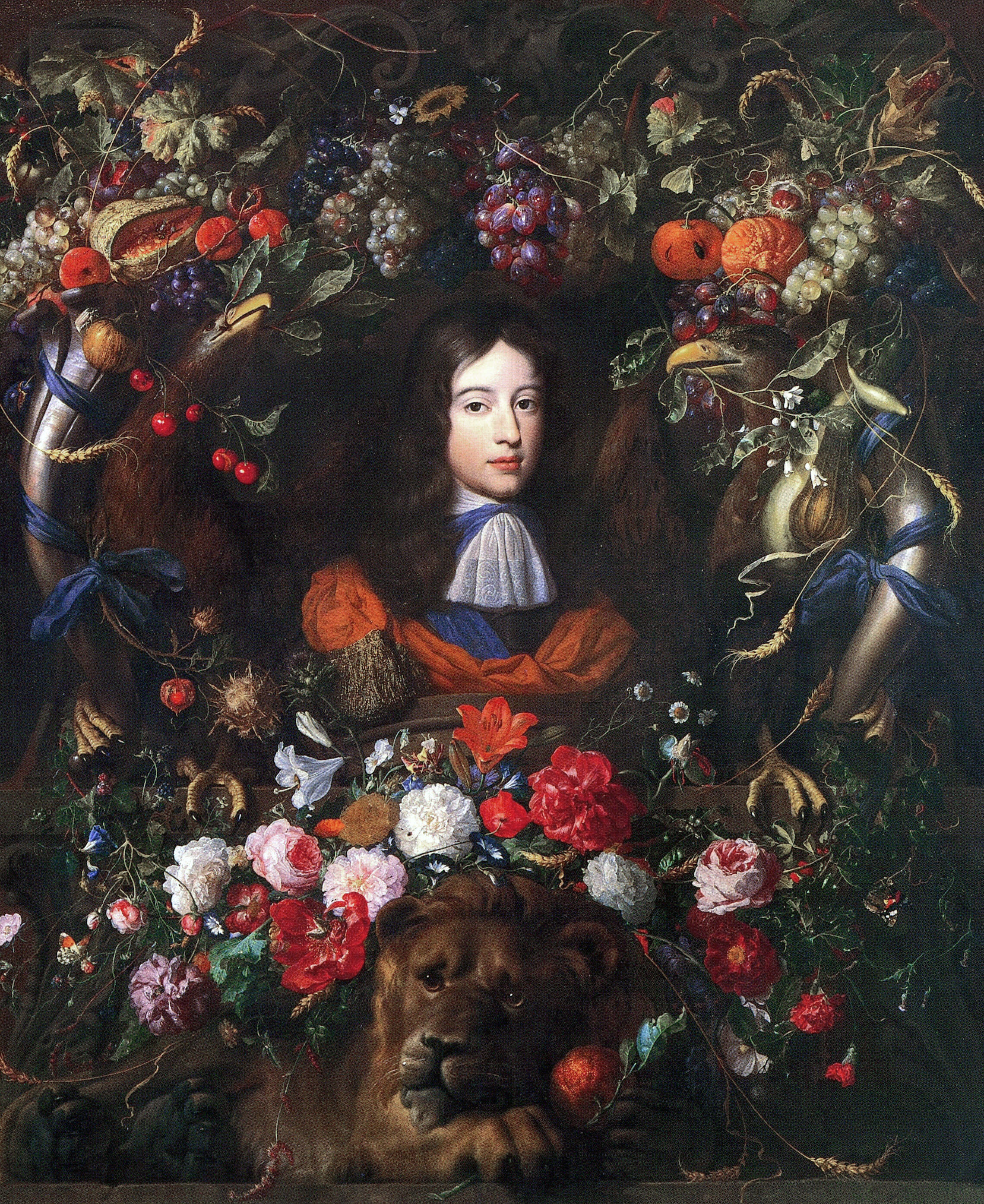
J. D. de Heem & unbekannter Figurenmaler (?): Blumen- und Fruchtgirlande mit dem Porträt Wilhelms III. von Oranien, sign., Öl auf Leinwand, 134 × 114 cm, Musée des Beaux-Arts, Lyon. De Heem malte die mit symbolbehafteten[14] Pflanzen und Tieren geschmückte Kartusche, das Porträt stammt eventuell von Johannes van der Meer.
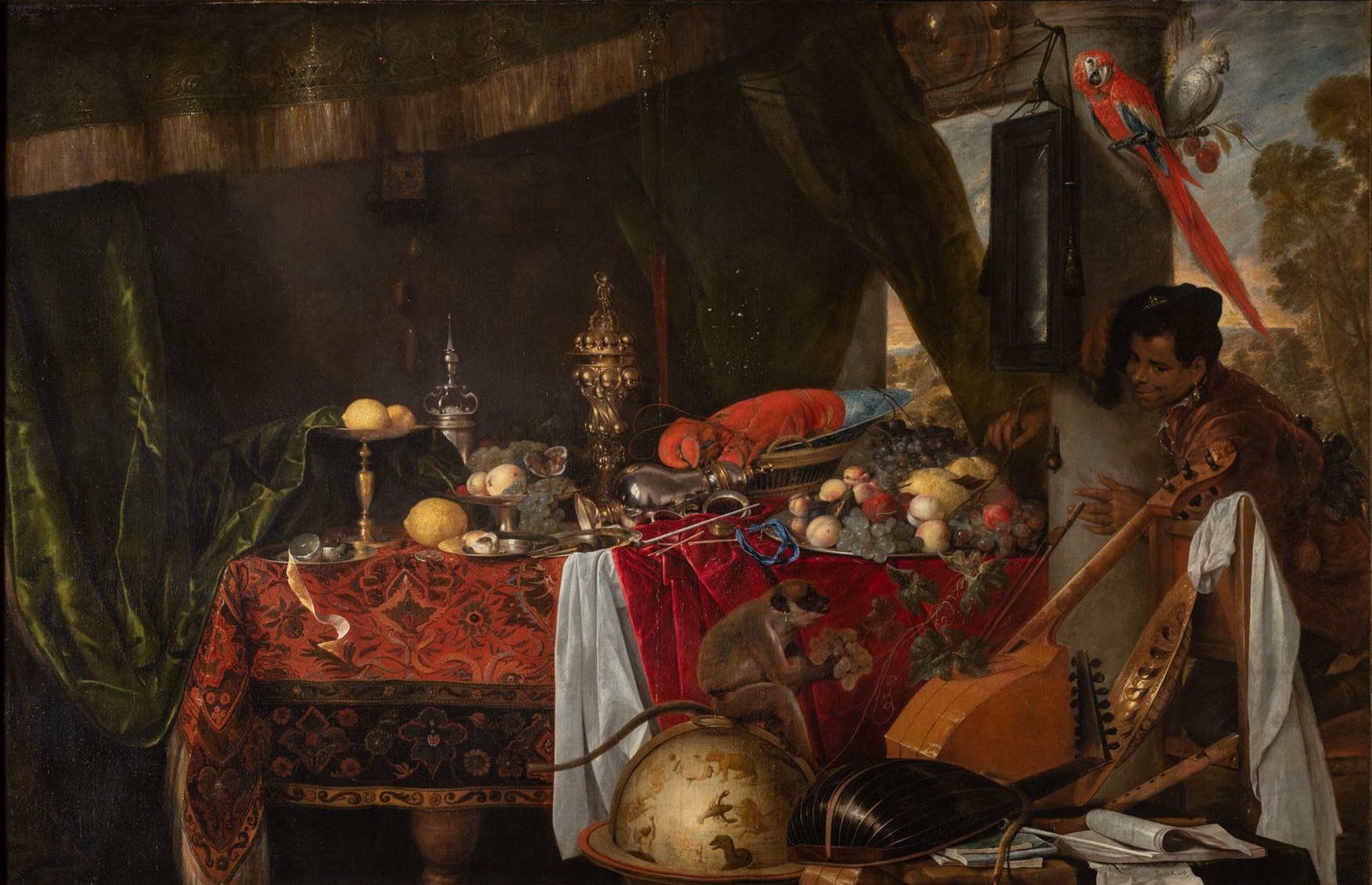
J. D. de Heem & Thomas Willeboirts Bosschaert: Das Mahl in Gefahr - Stillleben mit schwarzem Diener und Papagei, sign. & dat. 1641, Öl auf Leinwand, 171 × 262 cm, Musée de la Ville, Brüssel. Die menschliche Figur malte Willeboirts Bosschaert.
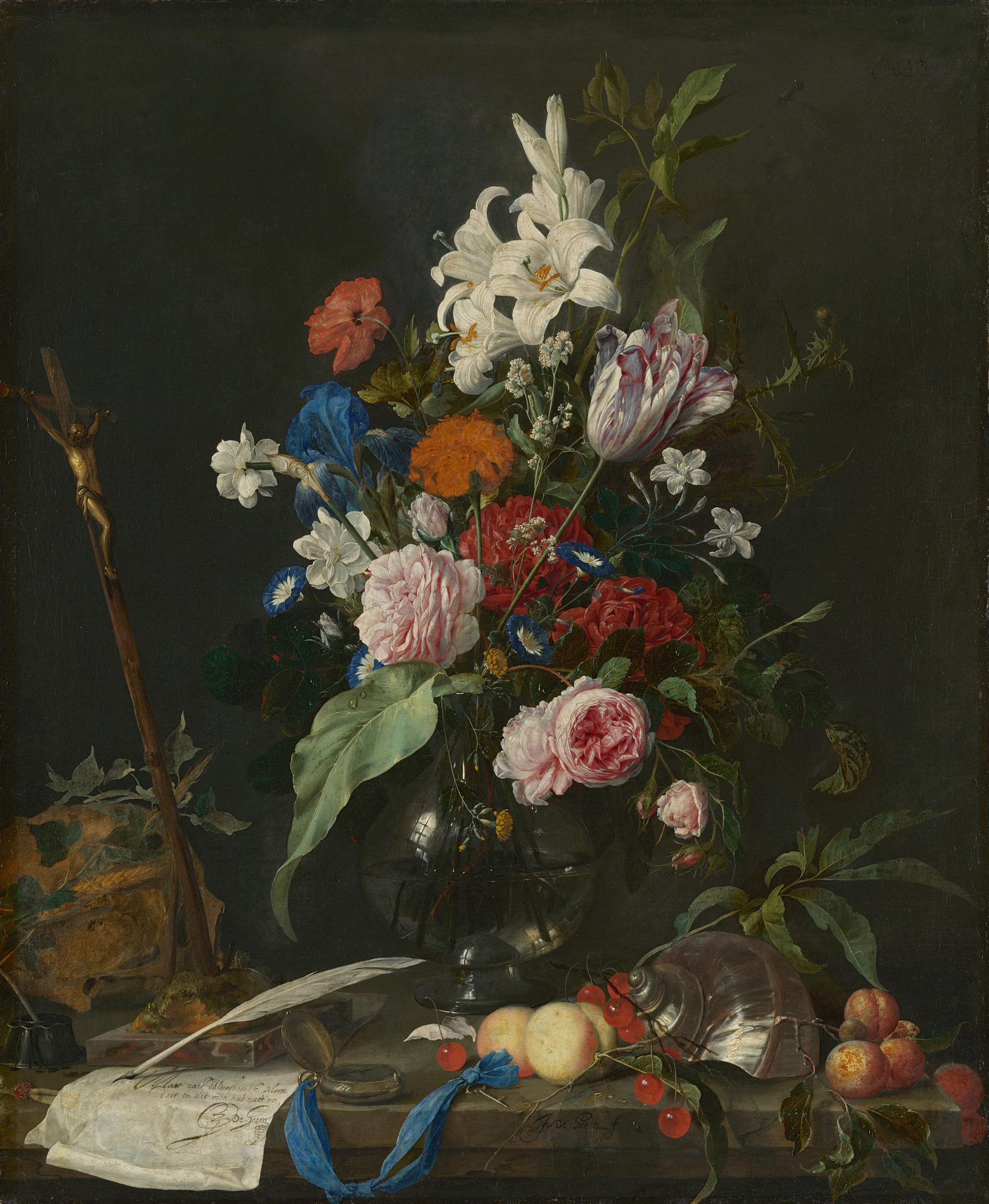
Nicolaes van Verendael & J. D. de Heem: Stillleben mit Blumenstrauss, Kruzifix und Totenkopf, doppelt signiert, 103 × 85 cm, Alte Pinakothek, München. Die Blumen malte Verendael, die anderen Stilllebenelemente De Heem.

## Werke (Auswahl)
Gemälde von Jan Davidsz. de Heem befinden sich in den meisten größeren Gemäldegalerien Europas.
- Blumenstrauß in einer Glasvase, Gemäldegalerie Berlin.
- Frucht- und Blumengehänge, Eiche, 37 × 68 cm, Gemäldegalerie Berlin (Kriegsverlust Friedrichshain).
- Früchte- und Blumenkartusche mit Weinglas, 1651, Gemäldegalerie Berlin.
- Gemalter Rahmen mit Früchten und Blumen, 1650, Gemäldegalerie Berlin.
- Stillleben mit Früchten und Hummer, Gemäldegalerie Berlin.
- Früchtestillleben mit Austern und Weinglas, Öl/Holz, 47,4 × 63,4 cm, Herzog Anton Ulrich-Museum, Braunschweig.
- Stillleben mit Vogelnest, Staatliche Kunstsammlungen Dresden.
- Blumen und Früchte, Öl auf Holz, 26,2 × 47,5 cm, Staatliches Museum Schwerin.
- Prunkstillleben mit Schinken, Austern, Früchten und einem Papagei, Öl/Leinwand, 115,5 × 169,5 cm, Gemäldegalerie der Akademie der Bildenden Künste Wien.
- Stillleben mit Kelch und Hostie von Girlanden umgeben, Kunsthistorisches Museum Wien.
- Prunkstillleben mit Glaspokal, Schmetterling und Zitrone, Öl auf Eichenholz, 33,3 × 48,6 cm, Hampel, München, Dezember 2015.
- Stillleben, Öl auf Holz, 54,8 × 79,5 cm, 20. September 2013, Auktionshaus Koller, Zürich.